# Државно тужилаштво Републике Хрватске
Државно тужилаштво Републике Хрватске (хрв. Državno odvjetništvo Republike Hrvatske) самосталан и независан је правосудни орган овлашћен и дужан да поступа против починилаца кривичних и других кажњивих дјела, да предузима правне радње ради заштите имовине Републике Хрватске те да подноси правна средства за заштиту Устава и закона.

## Организација
Државно тужилаштво се установљава као јединствени правосудни орган чији се дјелокруг, овлашћења и надлежност утврђују законом. Државни тужилац је одговоран за обављање послова из дјелокруга државног тужилаштва којег заступа и којим руководи.
Главни државни тужилац Републике Хрватске, државни тужилац те замјеник главног државног тужиоца или замјеник државног тужиоца не могу бити позвани на одговорност за изражено правно мишљење у предмету који му је додијељен у рад, осим ако се ради о кршењу закона које је кажњиво дјело.
Државно тужилаштво Републике Хрватске установљено је за цијело подручје Хрватске, а осим њега постоје и општинска и жупанијска државна тужилаштва. Свако државно тужилаштво поступа у складу са својом стварном и мјесном надлежношћу. Општинска државна тужилаштва су подређена жупанијским, а ова Државном тужилаштву.
Колегијум Државног тужилаштва сачињавају главни државни тужилац и сви замјеници у Државном тужилаштву. Он одлучује о изузећу главног државног тужиоца, а предузима и радње у вези са избором и разрјешењем чланова Државног тужилачког вијећа. Главни државни тужилац може сазвати и проширени колегијум Државног тужилаштва којег чине сви замјеници главног државног тужиоца, жупанијски државни тужиоци и руководиоци посебних државних тужилаштава.

## Дјелокруг
Стварна и мјесна надлежност државног тужилаштва одређује се према одредбама закона којима се утврђује надлежност судова пред којима извршавају своја овлашћења.
Државно тужилаштво Републике Хрватске предузима правне радње из своје надлежности ради заштите Устава Републике Хрватске и законитости пред Уставним судом Републике Хрватске, предузима радње из своје надлежности пред Врховним судом Републике Хрватске, Високим трговинским судом Републике Хрватске и Високим управним судом Републике Хрватске. Предузима и правне радње из своје надлежности пред међународним и страним судовима и другим органима.
Државно тужилаштво Републике Хрватске даје на захтјев државних органа мишљења о нацртима предлога закона и других прописа.

## Главни државни тужилац
Главног државног тужиоца именује на вријеме од четири године Хрватски сабор, на предлог Владе Републике Хрватске и уз претходно мишљење Одбора за правосуђе Хрватског сабора. По истеку тог времена може бити поновно именован на исту дужност. Ако не буде поновно именован или буде разријешен, наставља радити као замјеник државног тужиоца у Државном тужилаштву.
Предлог за разрјешење главног државног тужиоца може поднијети Влада Републике Хрватске. У предлогу се мора навести основа и разлози за разрјешење. О предлогу, уз претходно мишљење Одбора за правосуђе Хрватског сабора, одлучује Хрватски сабор.

## Државно тужилачко вијеће
Државно тужилачко вијеће (хрв. Državnoodvjetničko vijeće) посебан је орган надлежан за именовање и разрјешење замјеника државних тужилаца и жупанијских и општинских државних тужилаца, као и за вођење поступка и одлучивање о њиховој дисциплинској одговорности.
Вијеће има 11 чланова. Седам чланова се бира из реда замјеника државних тужилаца, два члана из реда Хрватског сабора и два члана из реда универзитетских професора правних наука. Чланове из реда замјеника државних тужилаца чине: два замјеника главног државног тужиоца Републике Хрватске, два замјеника жупанијских државних тужилаца и три замјеника општинских државних тужилаца. Два члана Вијећа именује Хрватски сабор из редова својих посланика од којих је један из редова опозиције. Чланове Вијећа из реда универзитетских професора правних наука, на предлог факултетских вијећа, бирају сви професори правних факултета у Републици Хрватској.
Чланови Вијећа се бирају на вријеме од четири године, с тим да члан Вијећа нико не може бити више од два пута. Чланови Државног тужилачког вијећа између себе бирају предсједника и замјеника предсједника. Предсједник мора бити из реда замјеника државног тужиоца.
У дјелокруг Државног тужилачког вијећа спада: именовање и разрјешење замјеника државних тужилаца и жупанијских и општинских државних тужилаца, вођење поступка и одлучивање о дисциплинској одговорности замјеника државних тужилаца, премјештај замјеника државних тужилаца, расписивање избора за чланове Вијећа из редова замјеника државних тужилаца, судјеловање у оспособљавању и усавршавању државних тужилаца, замјеника и тужилачких службеника, одлучивање о приговору на оцјену, спровођење поступка уписа кандидата у Државну школу за правосудне функционере (хрв. Državna škola za pravosudne dužnosnike) и поступка полагања завршног испита, одлучивање о приговору на завршну оцјену кандидата у Државној школи, вођење књига државних тужилаца и замјеника, вођење и контрола имовинских картица државних тужилаца и замјеника државних тужилаца, обављање других послова у складу са законом.